# Cosmos (bok)
Cosmos, från 1980, är en populärvetenskaplig bok av astronomen, författaren och pulitzerprisvinnaren Carl Sagan.
Dess 13 illustrerade kapitel, som motsvarar de 13 avsnitten i TV-serien Cosmos, är avsedda att komplettera samt utforska vetenskap och samhället i stort. Ett av Sagans huvudsakliga syften med boken och TV-serien var att förklara komplexa vetenskapliga idéer för nyfikna individer som älskar att lära sig nya saker. Sagan trodde också att TV var ett av de största pedagogiska verktyg som någonsin uppfunnits, varför han ville passa på att utbilda världen. Cosmos låg 50 veckor på Publishers Weekly bästsäljarlista och 70 veckor på New York Times bästsäljarlista och blev en av de bäst säljande populärvetenskapliga böckerna som någonsin publicerats. År 1981 fick den Hugopriset för bästa fackbok. Bokens exempellösa framgång inledde en dramatisk ökning av synligheten för populärvetenskaplig litteratur. Uppföljaren till Cosmos är Pale Blue Dot: A Vision of the Human Future in Space (1994).
År 2013 publicerades Cosmos i en ny upplaga, med ett förord av Ann Druyan och en essä av Neil deGrasse Tyson.